# Dudleya virens
Dudleya virens är en fetbladsväxtart som först beskrevs av Joseph Nelson Rose, och fick sitt nu gällande namn av Reid Venable Moran. Dudleya virens ingår i släktet Dudleya och familjen fetbladsväxter.

## Underarter
Arten delas in i följande underarter:
- D. v. extima
- D. v. hassei
- D. v. insularis
- D. v. virens

## Bildgalleri

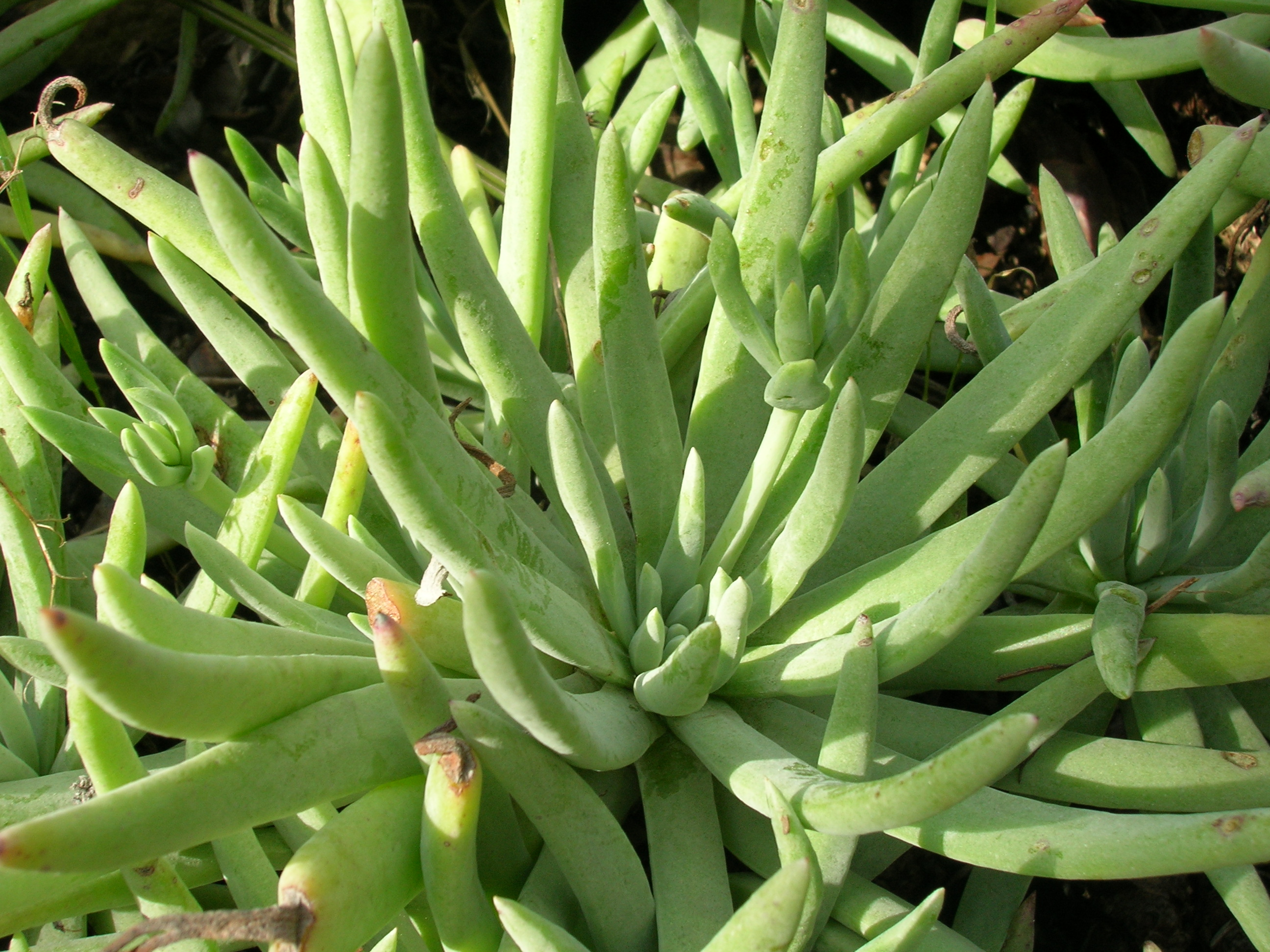
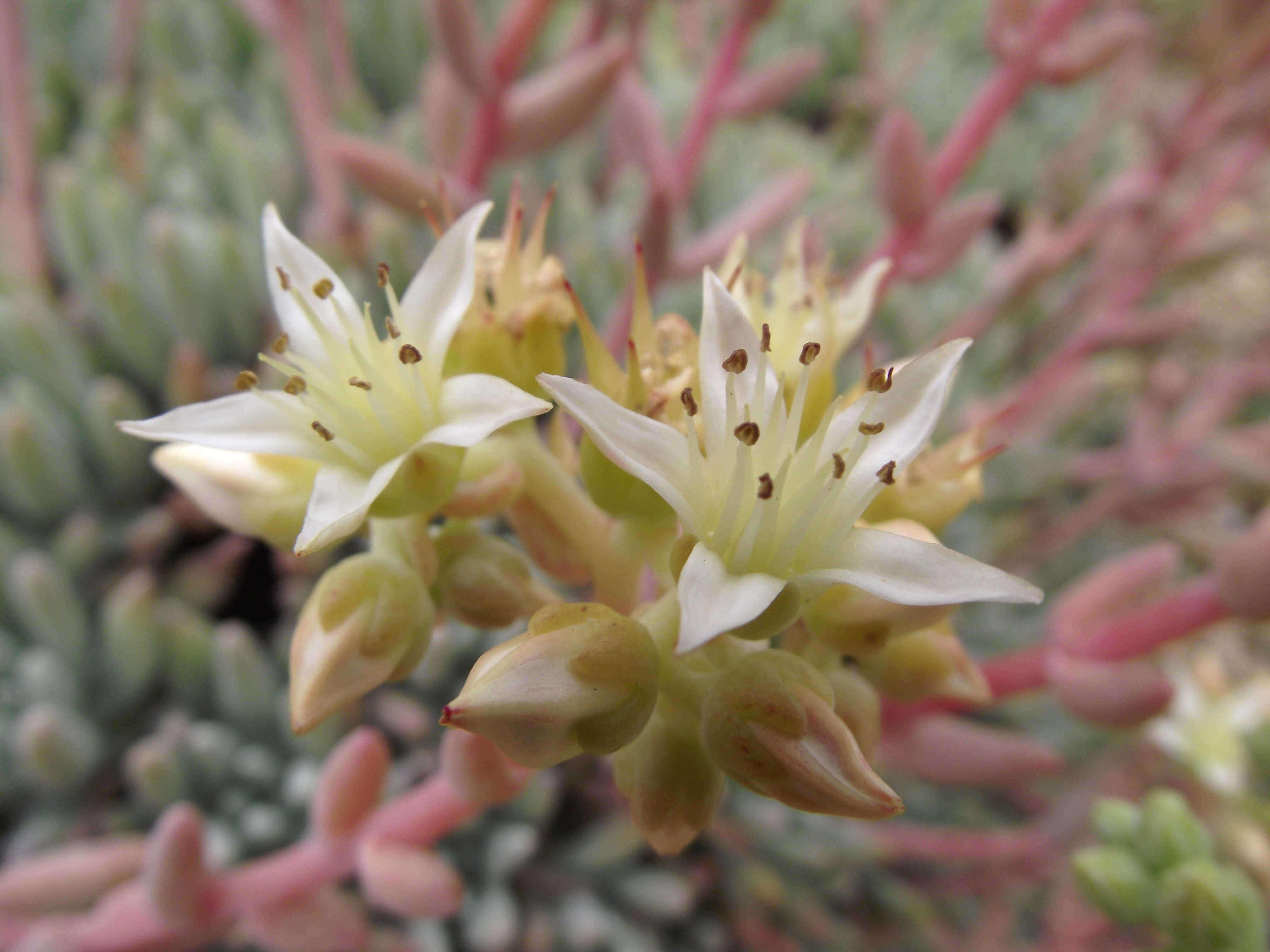